# Дејв Гринфилд
Дејвид Пол Гринфилд (енгл. David Paul Greenfield; Брајтон, 29. март 1949 — 3. мај 2020) био је енглески музичар, певач и аутор песама, најпознатији као члан групе The Stranglers. Био је члан групе 45 година. Преминуо је 2020. године од последица болести COVID-19.